# Alex Tromont
Alex Tromont (Baudour, 5 januari 1972) is een voormalig Belgisch politicus van de MR.

## Levensloop
Alex Tromont, afgestudeerd in informatica, werd werkzaam als ambtenaar en werd tevens adjunct-directeur van de Provinciale School voor Eerste Hulp Ambulancebeheerders in Henegouwen. Van 1995 tot 2003 was hij tevens actief als leraar.
Als zoon van PRL-politicus Michel Tromont, die tevens minister van Nationale Opvoeding was, werd hij van jongs af aan actief bij de Franstalige liberalen van PRL en daarna MR. Hij zetelde van 2001 tot 2017 in de gemeenteraad van Dour van 2001 tot 2017 en maakte van 2001 tot 2006 als schepen deel uit van het gemeentebestuur. In 2010 verliet hij de MR-afdeling van Dour om in 2012 als liberale verruimingskandidaat op te komen voor de plaatselijke PS. Hij werd opnieuw gekozen in de gemeenteraad en zetelde er tot in 2017, waarna hij het politieke leven verliet om zich te wijden aan zijn beroeps- en gezinsleven.
In juli 2004 zetelde hij tien dagen in de Kamer van volksvertegenwoordigers, ter vervanging van Hervé Hasquin, destijds minister-president van de regering van de Franse Gemeenschap.